# Afroleptomydas marginipunctatus
Afroleptomydas marginipunctatus är en tvåvingeart som beskrevs av Hesse 1969. Afroleptomydas marginipunctatus ingår i släktet Afroleptomydas och familjen Mydidae. Inga underarter finns listade i Catalogue of Life.